# فيرابدران راماناثان
فيرا بادران راماناثان (بالإنجليزية: Veerabhadran Ramanathan)‏ (24 نوفمبر 1944 - ) عالم هندي متخصص في علم المناخ، أستاذ في العلوم التطبيقية في مركز علوم الغلاف الجوي في معهد سكريبس للأبحاث لعلوم المحيطات في جامعة كاليفورنيا في سان دييغو، ساهم في العديد من مجالات علوم الغلاف الجوي بما في ذلك التطورات في نماذج الدوران العام والكيمياء الجوية والنقل الإشعاعي. وكان جزءًا من المشاريع الكبرى مثل تجربة المحيط الهندي (INDOEX) وتجربة ميزانية إشعاع الأرض (ERBE)، وهو معروف بمساهماته في مجال أبحاث الهباء الجوي في الغلاف الجوي. حصل على العديد من الجوائز، وهو عضو في الأكاديمية الوطنية الأمريكية للعلوم. لقد تحدث عن موضوع الاحتباس الحراري، وكتب أن «تأثير غازات الدفيئة على ظاهرة الاحتباس الحراري هو، في رأي، أهم قضية بيئية تواجه العالم اليوم».

## حياته
ولد في نوفمبر عام 1944، بدأ اهتمامه بالأبحاث في سن الحادية عشر كان في ذلك الوقت قد نقل إقامته من مدينة مادوراي لمدينة بانجلور، واجه مشكلة في التعليم في بنجلور، حيث إنه لم يكن يُجيد اللغة الانجليزية فاعتمد على نفسه بشكل أساسي في اكتساب العلوم والمعارف. درس راماناثان الهندسة في جامعة أنامالاي في بانجلور، وعمل لسنتين في شركة لتصنيع المبردات، لكنه لم يكن سعيدا وترك الشركة وانضم للمعهد الهندي للعلوم. سافر إلى الولايات المتحدة حتى يكمل دراساته العليا ودرس في جامعة ستوني بروك في نيويورك، وبدأت مسيرته الهندسية تتحول لتتجه نحو علوم الغلاف الجوي. انضم إلى مجموعة من العلماء في ناسا لانجلي في هامبتون وتعلم الكثير عن مركبات الكلوروفلوروكربون وثقب الأوزون وبدأ يقارن بين مركبات الكلوروفلوروكاربون وثاني أكسيد الكربون من حيث تأثيرها على الاحتباس الحراري وبالتالي على مناخ الأرض.

## مقدمة
سمع كثير منا مصطلح غازات الدفيئة وهي أنواع من الغازات موجودة في الغلاف الجوي لديها القدرة على امتصاص الأشعة تحت الحمراء التي تفقدها الأرض وبالتالي تحبس الحرارة وتمنعها من التشتت في الفضاء وتسبب ذلك في أن الأرض بدأت تعاني من ظاهرة الاحتباس الحراري.